# Брезнишки извор
Брѐзнишки изво̀р е село в Западна България. То се намира в община Брезник, област Перник.

## Общи данни
Отстои на 9 км западно от гр. Брезник и на 29 км северозападно от гр. Перник. Село Режанци е на 4 км източно. Столицата София е на 58 км в същата посока.
Автобусен транспорт Перник-Лялинци свързва селото с останалите населени места.
През 2014 година населението е намаляло с 2/3 спрямо 2001. Според сайта на община Брезник населението е 36 човека.
На преброяването от 2021 се наблюдава увеличение на населението спрямо 2011
В селото има кметство, магазин и кръчма. Общопрактикуващ лекар работи в близкото с. Режанци. Болница, зъболекарски кабинети и аптеки се намират на територията на град Брезник. Там функционират и най-близките училища, детски градини, както и читалище „Просвещение“
| \| Година на преброяване \| Численост \| \| --------------------- \| --------- \| \| 1905 \| 339 \| \| 1910 \| 359 \| \| 1920 \| 414 \| \| 1934 \| 421 \| \| 1946 \| 385 \| \| 1965 \| 332 \| \| 1985 \| 153 \| \| 1992 \| 100 \| \| 2001 \| 69 \| \| 2011 \| 35 \| \| 2021 \| 38 \| |           |
| Година на преброяване | Численост |
| 1905 | 339       |
| 1910 | 359       |
| 1920 | 414       |
| 1934 | 421       |
| 1946 | 385       |
| 1965 | 332       |
| 1985 | 153       |
| 1992 | 100       |
| 2001 | 69        |
| 2011 | 35        |
| 2021 | 38        |

| Население (2001 – 2023) | Население (2001 – 2023) | Население (2001 – 2023) |
| ----------------------- | ----------------------- | ----------------------- |
| година                  | Брой                    | Прираст                 |
| 2001                    | 69                      | ///                     |
| 2007                    | 68                      | -1                      |
| 2008                    | 65                      | -3                      |
| 2009                    | 64                      | -1                      |
| 2010                    | 65                      | +1                      |
| 2011                    | 35                      | -30                     |
| 2012                    | 28                      | -7                      |
| 2013                    | 26                      | -2                      |
| 2014                    | 23                      | -3                      |
| 2020                    | 24                      | +1                      |
| 2021                    | 38                      | +14                     |
| 2022                    | 39                      | +1                      |
| 2023                    | 39                      | ±0                      |

## География
Попада в планински район, в най-ниската част на Изворската котловина, а надморската му височина е около 811 м. То е част от Брезнишката котловина. Климатът е умерен, но под влиянието на планинския релеф зимите са студени, а летата топли. Намира се върху нанос и скала, почвите са черноземи и смолници, а в могилата – канелени горски. В западните части на могилата при Садовик и около Извора на места почвите имат червеникав цвят и се среща червена глина. В миналото селото и околностите били дъно на голямо езеро. Затова днес има находища на фосили близо до селото (Зарубляк). Растителността е предимно от Черен бор, Бял бор, Трепетлика, тп Bachelieri, Акация, Полски бряст, Полски клен (могилата), бук, смърч, широколистни растения и храсти на възраст между 15 и 80 години. Сред животински видове се срещат Тръстиково шаварче, голяма пчелна муха, Camponotus vagus, Gnaptor spinimanus, Polistes dominula, катерици, глигани, чучулиги, славеи, косове, синигери, лястовици, кълвачи, щъркели и ястреби. Името на селото идва от няколкото извора, чиито дебит е 6 – 8 л/с. През селото минава река Изворщица, през която минават две мостчета. Тя тръгва от близката могила, от околностите, където се намира каптажа. През селото в нея се вливат още две почти пресъхнали реки, след което реката се влива в язовира на селото, а след това в язовир Бегуновци. 
Местни топоними на север от пътя „PER3007“ са: Русановец (с извор Русиновец), Мездра, Огражденец, Остри връх, Владикин кладенец, Чукаре, Маквище, Голема ровина, Търсие, Шопка, Пожар, Поище, Орловица, Лалкина падина, Горна Суроварица, Средни рид.
На юг от пътя са местностите: Добриловица, Околиш, Долни Кръст, Кръст, Долни Рид, Рид, Локва, Падина (под язовирната стена), Църквище, Св. Вода, пак Падина, Деянова нива, Бранище, Сърница, Смръдля, Орница, Под могилата, Гола страна, Голема Чука, Мала Чука, Радомиров рид, Радомиров дол, Дълбоки дол, Бубулевица, Марков камък, Дарков камък, Калуджерец, Вискяр, пак Остри връх, Симиджийска, Разкръсие.
Освен тези топоними съществуват множество по-малко обхватни, обозначаващи ниви, гори и ливади.
Близки села са Режанци, Садовик, Конска и Ребро.
В миналото основният поминък на селото са били земеделието и животновъдството. Най-разпространените култури, които се отглеждат в района са царевица, жито, слънчоглед и плодни дръвчета. Отглеждат се крави, коне, овце, фазани и кокошки.
Рибно богатство на яз. Брезнишки извор: бял амур, каракуда, лин (каленик), слънчева риба, сом, уклей, уклейка, шаран и др.[необходимо е уточнение] В миналото е стопанисван от ТКЗС-то в селото. По това време имало шарани и патици.

## История
В близост до селото е намерен надпис на смесица от латински и гръцки върху камък с две лични имена на местни траки.
- Част от тракийския надпис

Предполага се, че там е имало военно, стопанско или някакво друго сдружение към императорско имение.[необходимо е уточнение] В землището на Извор се намира извор, наричан от местните Вискяр.[необходимо е уточнение] Името има общо с друго богато на води пернишко село – Вискяр, както и река Искър. Името е с тракийски произход и означава „място с изворна вода“.[необходимо е уточнение] При селото е открита керамика, датирана от 4-3 век пр.н.е. Между Извор и Режанци, в землището на село Режанци е намерено Режанското монетно съкровище от времето на Александър Велики.
През 6 век е построена римска крепост на Изворската могила върху антично селище.[източник? (Поискан преди 5 дни)]
Античният и средновековен некропол и каптаж Света вода, на 700 м югоизточно от Извор.
Под крепостта на Изворска могила, при извора Света вода, на терена над надгробната могила са разкривани единични погребения. И днес се намират кости от скелети на разрушени погребения, фрагменти от строителна и тънкостенна култова керамика и от стъкло. Намерени са 10 монети на император Юстиниан І (482-565).
До стария езически некропол с надгробната могила през ранното средновековие са извършвани и християнски погребения. В тази местност е некрополът на крепостта на Изворска могила. Тук вероятно е имало и малко селище (предположения заради открит на мястото голям долиум).[необходимо е уточнение]
През античността изворът Света вода е бил добре познат и водите му са били ползвани. При изграждането на новия съвременен водопровод при каптирането на водите е бил разкрит стар каптаж, вероятно античен.
Край селото е разположена местност, която местните наричат „Калуджерец“, където навремето българи се криели от турците.[необходимо е уточнение] В местността се намира каптажа на селото.
Селото съществува още преди освобождението на България от османска власт, като годината на създаването не е ясна. Най-ранното споменаване на селото вероятно е в османски данъчен регистър от 1576 г. Местни разказвали, че селото било заселено от две семейства – Кузини и Янколови, които се заселили около двата по-големи извора. В село Арзан една от трите махали се казва Кузина. Думата означава ковач на старославянски. Самото село е в подножието на планината Вискяр. Вероятно Кузините се заселили в западните части на Извор, където е извора Вискяр, а Янколовите при Извора в северната част. 
През 50-те години на 19 век е построена църквата „Св. Троица“.[източник? (Поискан преди 5 дни)]
През 1878 г. селото е отбелязано на няколко карти като Изворъ.[източник? (Поискан преди 5 дни)]
През 1887 е част от Конщенската селска община, заедно със селата Конска, Ребро, Садовик, Режанци, Муртинци, Гърло, Видрица и Билинци. Намира се в Брезнишката околия, част от Трънския окръг.[източник? (Поискан преди 5 дни)]
- Земледелческа статистика през 1897 година, Разпределение на земите по категории, притежания и парчета : По населени места

При преброяванията от 1905 и 1910, Извор се намира в община Конска и е 4-то по население от общо 8 села. През 1920 г. са родени 15 момчета и 5 момичета, има 8 смъртни случая и 4 сключени брака, като шестима от осемте души, встъпили в брак, са били грамотни.
През 1929 е каптиран Извора и с пари на жителите на селото е изградена чешма. Надписът на чешмата гласи:
| „ | СОФ.ОКР.П.КОМИСИЯ ВОДОСН.СЛУЖБА 1929 | “ |

„СОФИЙСКА ОКРЪЖНА ПОСТОЯННА КОМИСИЯ
ВОДОСНАБДИТЕЛНА СЛУЖБА
1929“
- Чешмата

Първоначално тя се намирала пред сегашния магазин на селото, до една върба, но по-късно е преместена.
В селото имало и други две чешми, но водите от Извора и Калуджерец са пренасочени от придошли нови жители и дълги години са стоели запушени и не са почиствани, което довело до намаляване на дебита и воден режим за над 15 години. Тръбите на селото са остарели, но ВиК не планира да ги подмени. Това е голям проблем за жителите на най-високите части на селото, където вода почти не достига. Друга причина е засушаването – от ровините на могилата вече рядко се стича дъждовна вода, за да напълни реките и затова всички започват да правят сондажи, в търсене на подземни води, на които селото е богато. В миналото е имало достатъчно вода и изворчета имало навсякъде. Жителите си правели градинки и садели ниви. Въпреки това имало години, в които сушата била такава, че местните трябвало да водят добитъка чак до река Светля на село Банище. 
В началото на века в селото има малко училище, чиито основи стоят близо до църквата.
През 1938 г. Методи Илиев пръв започва да сменя старите каменни тръби с железни, със свои средства и труд. Така е запалил и своите съселяни и заедно са направили чешмата
През 1958 г. цялото село се събрало, за да уважи студената лете и хладката зиме вода, която тече от Извора и са направили чешма с корита и помещение с други корита, в което да перат всички жени. Направили са и ракиджийница.
На 25.10.1960 г. с държавен указ официалното име на селото става Брезнишки извор. Причината за това била честото бъркане със селата в Трън и Радомир, носещи същото име. Това водело до грешки при изпращане на писма и документи. Те били изпращани в другите села.
През 1962 г. е построено кметството и е асфалтиран площада. По това време до селото е изграден язовир. Днес в кметството се намира архива на село Кривонос, а двата архива на населението на Извор са в кметството на Режанци. Учениците в селото ходели в училището на с. Конска, а днес посещават това в гр. Брезник.
Диалектът, който се говори в това село е сравнително по-различен дори от говора на най-близките му граовски села.

## Туризъм и забележителности
Намиращият се непосредствено до селото язовир Брезнишки извор е място за риболов и почивка.
- Изворска могила, Ребърска могила и Любаш

Място за разходка из планината е манастир „Св. Никола“, който е издигнат в подножието на връх Любаш. Намира се близо до село Ребро. През 2020 година манастирът и пътят за него са ремонтирани и осветени и сега са подходящи за посещение от туристи.[необходимо е уточнение]
- Любаш - 60-те години на ХХ век

Природна забележителност е студеният минерален извор Желязна вода в местността Бърдото до Брезник.
Забележителност в района на селото е и вековен дъб (от вида Космат дъб), който е на възраст около 700 години (310 г., според регистъра на вековни дървета на общ. Брезник) и се намира в местност Сироварица, по името на минаващата оттам река, която след това се влива в Изворщица. Някои я наричат местност „При дубът“. Отбелязан е на няколко войнишки карти като „дъб – Средни рид“. Висок е 16 м, а обиколката е 4 м и 30 см. Легенда разказва, че по времето на царуването на Иван Шишман дървото е било млада фиданка. Под величествената му корона са търсели и продължават да търсят закрила не само хората от селото, но и от района. Местните вярват в чудодейната и пречистваща сила на дъба и твърдят, че всеки, който се докосне до ствола му, получава изцеление на болежките си. Жители на Брезнишки извор издигнали каменен кръст, където на големи празници се давали курбани за здраве. На 100 м от дървото извира и кладенче с лековита вода.[необходимо е уточнение]
- Дъбът през лятото

През 2015 г. вековният дъб край с. Брезнишки извор е обявен за защитен по Закона за биологичното разнообразие. На 5 декември 2021 дървото е номинирано за конкурса „Дърво с корен“. На 28.01.22 г. са обявени резултатите от гласуването. Изворският дъб е отличен в категорията „Млад природолюбител“.
Край Извор е разположено възвишението Изворска могила (1062,0 м), което е част от планината Любаш. По билото са разположени местностите Дарков и Марков камък, които са част от историята на региона. Марков камък е кръстена на Крали Марко. Представлява голям кръгъл камък с отпечатък от пръста на средновековния владетел. До него има изворче с питейна вода. На източния му дял се намира късноантичната крепост„Градище“. На върха на могилата има кръст, защото някога там била римската крепост.[необходимо е уточнение] Близо до върха имало малко езеро. На върха се намира новостроящия се храм „Св. Архангел Михаил“
- Язовирът, погледнат от могилата

На север от селото има местност с обширна борова гора, чиито върхове са връх Букова глава (945,3 м), Остри връх (993,2 м) и един безименен връх (862,3 м). Под Остри връх извира една от реките на селото. Там се намира местността „Владикин кладенец“.
- Боровете

Църквата „Света Троица“ в селото е строена в средата на 19-век. Дарената на храма камбана от 1876 година е на стойност 400 хиляди лева.[необходимо е уточнение] През 2016 г. камбаната е открадната, но после е намерена и сега се пази в селото. Църквата работи до 80-те години на ХХ век. Първите проблеми с течащия покрив се появяват още тогава. Тя е в окаяно състояние, от 2009 г. има голям отвор в покрива и с времето влизането в нея става опасно. С дарения е построена камбанария до храма. Млади хора от селото изграждат временен покрив, като през февруари 2023 година, по думи на наместник-кмета, той се срутва изцяло (въпреки, че има снимки от март 2021, които показват, че още тогава покривът е бил изцяло паднал.[необходимо е уточнение] Това поражда въпроси, защо кметицата би излъгала медиите за състоянието на сградата. Същата жена е показала своята некомпетентност и при опитите за справяне с водната криза, а по нейно време селото няма магазин за хранителни стоки, въпреки, че тя е наела две от четирите запустели магазинчета в селото. Освен това в интервюта често използвала празни комунистически клишета, като казвала, че работи за селото, а самите хора не са се организирали), а стенописите започват да се измиват, поради дъждовете. Входът остава блокиран от срутилите се греди и керемиди и дори стените започват да се рушат. Почти целия интериор, без дървения иконостас е пренесен в кметството. Църквата е паметник на културата от местно значение, но не е собственост на общината, а на Трънската епархия и това е оправдание да не бъде реставрирана. Според духовници, за реставрация и поддръжка на храмовете в областта са получени 4,5 милиона лева от държавата, чиито следи се губят[необходимо е уточнение]. Вдясно от централния вход е издълбано името на храма: 
| „ | ХРАМ СТА ТРОИЦА ГРГА 1876(?) | “ |

- Предният вход на храма
- Прозорец на църквата

Непосредствено до храма се намира гробището.
Старите къщи и махали се намират основно в западните и северните части на селото, където са изворите, но има такива и в другите части на селото. Сградите се отличават с това, че са предимно едноетажни, покривите им са четирискатни, като имат частичен скат към страничната фасада. Обикновено имат малки прозорци, боядисани са в бяло и около дворовете има зидове, високи 1 метър.
- Стари къщи

Кметството е разположено на два етажа. Построено е през 60-те години на XX век. Първоначално е предназначено за училище. На първия етаж има зала за събирания и сцена за представления. Втория етаж дълго време е използван като магазин на селото. Община Брезник закрива кметството на 31 март 2000 г. Оттогава в сградата се помещава наместничеството на кмета на Брезник.
През 2022 г. общината ремонтира чешмата-символ на Извор за 1000 лева. За целта строителите използват теракотени плочки за баня, а автентичния вид на 100-годишната чешма е променен, за да придобие вид на турска чешма с дълго корито, наподобяващо вана и два чучура. В резултат на некачествения ремонт за една зима някои от плочките на чешмата се строшават, поради заледяване.

## Крепостта Градище
Късноантичната крепост „Градище“ се намира на 1,11 км западно по права линия от центъра на село Брезнишки извор, върху източния дял на възвишението Изворската могила, което е част от планината Стража. Обхващала е площ от около 6 дка. В днешно време все още се вижда част от стените, изградени от ломени камъни, споени с хоросан. Крепостта е имала и втора крепостна стена, широка 1,4 м. Очертавала се е и петоъгълна кула. Изградена е върху по-ранно антично селище по времето на император Юстиниян. Надморската ѝ височина е 1062 м.[необходимо е уточнение]

## Личности
Родени в Брезнишки извор[необходимо е уточнение]
- проф. Божил Николов – филолог, зам.ректор на Софийски университет „Св. Климент Охридски“
- проф. Елит Николов – социолог
- Методи Илиев
- Станка Кирова Зарева и Вергина Ал. Иванова – народни певици [27][необходимо е уточнение]
- Александър Стоянов Иванов – осъден на смърт от т. нар. Народен съд (1915 – 1945)[28]
- Божил Захариев – учител в Извор
- Кметовете на селото Цана, Райна и др.
- Димитър Адамов и др.

Махали на селото: доганджии, калеви,  божилови, лъчковците, матейчовците, кръстини, бургереви, кирилчини, кикеви, виткови (белеви) и т.н.

## Землячески събор
Свети Дух се отбелязва 51 дни след Великден, в деня след празника Петдесетница и е винаги в понеделник. На този празник Православната църква почита Светия Дух – едно от трите лица на Светата Троица. Светия Дух се изобразява в християнската традиция като гълъб. Обикновено съборът се провеждал в неделя на площада или на язовира, а на следващия ден семействата се събирали да празнуват.
Празникът поставя край на цикъла от Великденски празници, които всяка година са на различна дата.[необходимо е уточнение]
Дати на събора
- 2020 г. – 8 юни
- 2021 г. – 21 юни
- 2022 г. – 13 юни
- 2023 г. – 5 юни
- 2024 г. – 24 юни
- 2025 г. – 9 юни
- 2026 г. – 1 юни
- 2027 г. – 21 юни
- 2028 г. – 5 юни
- 2029 г. – 28 май
- 2030 г. – 17 юни

## Галерия
- Язовир Извор
- Брезнишки извор
- Магазинът на селото
- Изворската могила